# Haparapara (rivière)
La rivière  Haparapara  (anglais : Haparapara River) est une rivière du district d'Opotiki située dans la région de la Baie de l'Abondance dans l’île du Nord de la Nouvelle-Zélande et un affluent du fleuve Waikakariki.

## Géographie
Elle prend naissance dans la chaîne de Raukumara (en) et s’écoule vers le nord-ouest pour rejoindre le fleuve Waikakariki, qui se déverse dans l’Océan Pacifique sud au niveau de « Omaio Bay », à 9 km au sud de la ville de Te Kaha,.